# Miloš Gerstner
Miloš Gerstner (22. února 1915, Vrchlabí – 30. června 2006, Benecko) byl český spisovatel, dramatik, pedagog, etnograf a folklorista.

## Životopis
Miloš Gerstner pochází ze starého beneckého rodu. Narodil se 22. února 1915 ve Vrchlabí a vyrůstal u prarodičů na Benecku. Již v mládí na vrchlabské menšinové škole si zamiloval divadlo, například roku 1928 hrál krále skřítků ve hře Tajemný dub (při příležitosti oslav narozenin T. G. Masaryka). Maturoval roku 1934 na učitelském ústavu v Hradci Králové.
Během druhé světové války učil v Bližkovicích u Znojma, nicméně okupační správa jej v rámci „totálního nasazení“ přemístila na opravu chemičky v Pardubicích.
Roku 1945 se vrátil jako učitel do Vrchlabí a právě zde začala jeho tvorba. Mezi lety 1947 až 1949 publikoval na pokračování beletristicky pojaté Obrázky z dějin Vrchlabí, v nichž vylíčil podrobně historii města do konce třicetileté války a počátku protireformace. V padesátých letech spolupracoval s dvěma vrchlabskými folklorními soubory, pro které připravil pásmo Krkonošská veselice neboli v Křižlicích u muziky. V únoru 1959 měla díky vrchlabským ochotníkům premiéru jeho debutová pohádková divadelní hra Ďábelské klíče. O rok později hru nastudovalo profesionální divadlo v Hradci Králové, kde se těšila nebývalému úspěchu a byla dokonce přeložena do němčiny a lužické srbštiny. Na motivy této hry byl roku 1997 natočen i stejnojmenný televizní film.
Kvůli svému odporu k sovětské okupaci (napsal protiokupační báseň Píseň o střele, která dvakrát zabila) byl vyloučen z KSČ a mohl nadále učit pouze na škole při Domově se zvýšenou výchovnou péčí. Po zkušenostech s vyloučenými dětmi napsal hru Velký motiv. Dříve publikovaný autor se stal nežádoucím a musel publikovat pod pseudonymem M. Martin. V druhé polovině 70. let 20. století musel odejít do důchodu a přijal místo vrátného a hlídače.
V roce 1980 mohl nastoupit do Krkonošského muzea ve Vrchlabí jako odborný pracovník. Zabýval se zejména vzpomínkami pamětníků v horách. I nadále však pokračoval ve své etnografické, jazykovědecké a divadelní činnosti, což dosvědčují desítky jím vypracovaných studií. Při příležitosti 85. narozenin mu byl uděleno čestné občanství města Vrchlabí.
Zemřel 30. června 2006 na Benecku.

## Rodina
Jeho synem je MVDr. Miloš Gerstner, bývalý starosta a bývalý místostarosta obce Benecko, krajinář a regionální historik divadla.

## Dílo

### Divadelní hry
- Krkonošská veselice neboli v Křižlicích u muziky (50. léta 20. století) – zábavné divadelní pásmo
- Ďábelské klíče (1959) – pohádková hra
- Druhé svatořečení svatého Aloise (1968)
- Kdybych byl mladý
- Velký motiv (1971) – hra na motivy života v nápravném zařízení pro mladistvé
- Chudák strýček Jáchym (2002) – vesnická fraška se zpěvy
- Lupenec, město zakleté (2006)

### Literární tvorba
- Píseň o střele, která dvakrát zabila (1968) – báseň, reakce na sovětskou okupaci
- Cesty po kousku nebe (Obecní úřad Benecko, 1992) - netradiční průvodce po Benecku, doplněný legendami a zajímavostmi
- Vánoční snění: krkonošské pohádky (Dauphin, 1999) – pohádková venkovská idyla
- Krkonošská kuchařka (Dauphin, 2009) – zde popisuje život na horách, místní zvyky, nářečí a kuchyni
- Prokletí pastýřů z Rohu (Dauphin, 2015) – román o horalech
- Hory dávají chléb: Zlomek kroniky hor (Dauphin, 2023) - román sestavený ze vzpomínek a vyprávění autorových předků